# Az Élet Menete
Az Élet menete (angolul: March of the Living) egy oktatási és kulturális rendezvény, amelynek célja a holokauszt emlékezetének megőrzése. Az 54 országot tömörítő nemzetközi csoport részeként tömegeket megmozgató akcióival, nemzetközi oktató és kulturális programjaival dolgozik a történelmi emlékezet fenntartásán és a kirekesztés minden formájának visszaszorításán. Tevékenységei arra irányulnak, hogy felvegye a kesztyűt a rasszizmussal szemben. Magyarországon az Élet Menete Alapítvány nevű civil szervezet szervezi, aminek létrehozását egy civil fiatalokból álló közösség kezdeményezte 2003 októberében. Az alapítvány célja, hogy rendezvényein fiatalok és idősek, közéleti személyiségek, színészek, művészek, sportolók, politikusok felekezeti és politikai hovatartozásra való tekintet nélkül, ünnepélyes keretek között együtt róhassak le kegyeletüket a holokauszt áldozatainak emléke előtt és tegyenek hitet a társadalmi szolidaritás valamint a demokratikus politikai kultúra mellett. 2004 áprilisában 837-en vettek részt először a megemlékezéseken.
Az alapítvány vallja, hogy nemcsak a zsidó nép fiai állnak mellettük az antiszemitizmus elleni harcban, hanem minden békében hívő és békét remélő ember is, akik hozzájuk hasonlóan látják, hogy vannak, akik tagadjak a holokauszt megtörténtét, és újra a zsidóság ellen uszítanak.

## Oktatás
Az Élet Menete Alapítvány másik fontos missziója az ismeretterjesztés. Az alapítvány túlélők közreműködésével rendszeresen tart felvilágosító órákat az erre nyitott iskolákban. A lehetőségekhez képest évente zsidó és nem zsidó diákokból álló csoport kiutazását szervezi meg Lengyelországba és Izraelbe, hogy a közös megemlékezést követően a gyerekek együtt ismerkedjenek meg a hagyományokkal és a zsidó- keresztény kultúra gyökereivel. A diákokat nemegyszer olyan túlélők is elkísérik Izraelbe, akiknek korábban nem állt módjukban eljutni a Szentföldre.

## Kiállítások
Vagonkiállítás
Az Élet Menete 2005 óta utaztatja egyedülálló vándorkiállítását, amely egy korabeli tehervagonban mutatja be a holokauszt magyarországi történéseit. A kiállítás a Kárpát-medence közel száz városában járt már és több mint százezren tekintették meg határokon innen és túl. Több mint tíz év elteltével úgy gondoltuk, hogy tartalmilag és látványban is megújítjuk a vagonkiállítást.
Tartalmilag a holokauszt magyarországi történetét bemutató fotók mellett a látogató túlélők összegzéseit is elolvashatja a vagon falán, ugyanakkor a digitális képkeretekben olyan többlet tartalmat is talál, amely jobban segíti a kérdés átgondolását. A magyarországi eseményeket bemutató fotók mellett a holokauszt európai történései is megjelennek, bemutatva napjaink zsidóellenes és rasszista jelenségeit is. A részletes helytörténeti anyagok és az általános ismeretek mellett megjelenő személyes emlékek (elsősorban Schwarz Sándor élettörténetén keresztül) és a korszellemmel szemben álló nonkonformista embermentők történetei segítenek abban, hogy a látogató felírhassa üzenő falunkra válaszát a „MIT TEHETEK ÉN, HOGY ILYEN MÉG EGYSZER NE ISMÉTLŐDHESSEN MEG? kérdésre.
Párhuzamos sorsok
Nem választhatjuk meg, hová születünk, így azt sem, hogy az objektív tényt, miszerint vagyunk, éppen hogy ítéli meg a történelem.  Ugyanaz a folyamat, esemény eltérően befolyásolja életünket, így az eltérő személyes érintettség eltérő eredményhez is vezet: ami egyikünknek a sors csapása, a másikunkat meg sem érinti.
A magyar történelem legújabb kori vészkorszakaiban a származás, a család, vagyis, amit nem választhatunk, hanem adottságként kapunk, sorsokat, életeket határozott meg.
A bemutatott párhuzamos sorsok segítségével rendkívül gazdag képanyagot és magyarázatokat kínáló kiállításunk azt mutatja be, hogyan érintett a legújabb kori európai és főleg magyar történelem egy szakasza, törvények, rendelkezések, döntések, emberi gyarlóságok és botlások sokasága két szinte egyforma adottságokkal, hasonló társadalmi háttérrel és indulási esélyekkel rendelkező embert.
Az életrajzok kiegészítéseként látványos és könnyen kezelhető érintő képernyőn működő számítógépes programmal követhetők a kiállítás anyagában említett csomópontok, fogalmak magyarázata, háttere.
Rövid kérdéscsoporttal pedig saját ismereteit is tesztelheti.
Kiállításunk a magyar történelem és a társadalmi folyamatok iránt érdeklődő 13 éven felülieknek ajánlott! A kiállítás alkalmas vezetett csoportos és egyéni látogatásra is.
Elhurcolt Életek
Vándortárlatunk fókuszában a vidéki zsidóság 1944-es tömeges deportálása áll, melynek a kiállítás létrehozásának évében a 70. évfordulójára emlékeztünk. Kiállításunk témája magába foglalja a magyarországi holokauszt eseményeit, valamint ezek közvetlen és közvetett előzményeit is. Az egyes paneleken a történelmi narratíva mellett számos korabeli fénykép és forrásdokumentum kapott helyet, melyeket visszaemlékezések kísérnek.
(Terjedelmi korlátok miatt nem célunk a magyar zsidóság történetének, a nácizmus egyéb üldözöttei sorsának bemutatása, sem Magyarország második világháborúban vállalt szerepének teljes körű ismertetése).
Kiállításunk tárgyának szűkebb földrajzi kerete az 1941-1944 közötti Magyarország, valamint ugyanebben az időben a magyar zsidóság sorsával összefonódó külföldi területek: a Keleti Front, Kamenyec-Podolszkij, és Auschwitz-Birkenau. Célunk emlék állítása mindazoknak, akiket jogaiktól megfosztottak, hazájukból kitaszítottak, elhurcoltak majd meggyilkoltak.
Az Elhurcolt életek megnyitó rendezvényét Budapest Főváros Polgármesteri Hivatalában tartottuk, Tarlós István főpolgármester részvételével.Az egyes megnyitókon részt vesznek a város magasabb rangú képviselői, iskolák, hitközségek és lehetőség szerint túlélők, akikkel a látogatóknak lehetőségük nyílik beszélgetni. A vándorkiállításokhoz alapítványunk helyi érdeklődőkből diák-tárlatvezetőket képez. A tablók minden városban helytörténeti tablóval egészülnek ki, melyet alapítványunkkal való konzultáció mellett a helyi diákok készítenek el.
Válasz-utak
A magyarországi holokauszt történetét nem lehet elégszer feldolgozni ahhoz, hogy az ember ne szembesülhetne újabb és újabb, addig nem, vagy csak kevéssé ismert tényeivel. Mégis, a dátumok és események meghatározó láncolatán túl, sokszor hajlamosak vagyunk csupán két szerepet azonosítani a történetben: a magyar hatóságok és az állami gépezet arctalan (vagy épp a nácik gyakran démonizált) elkövetőit és a kevés kivétellel szintúgy arctalan áldozatok tömegét.
Tapasztalataink szerint a magyar társadalom nagy része még mindig nem érez kapcsolatot történelmének eme fejezetével, s hajlamos úgy képzelni, hogy az akkori szörnyűségek a nem zsidó civilek feje fölött, tudta és minimális befolyása nélkül estek meg.
Kiállításunk hétköznapi példákat hoz arra, hogy a holokauszthoz vezető antiszemitizmus, állami szintű jogfosztás és világháborús események mellett a közemberek is jelentős szerepet játszottak a történtekben. Aligha találunk olyan magyarországi lakost, aki ne szembesült volna az embertelenséggel és időről-időre ne kényszerült volna komoly döntéshelyzet elé. A kiállítás bepillantást enged abba, miként kerültek személyes érdekek vagy csupán rosszindulat a humánum és józan ész fölé a nem zsidó lakosság jelentős részénél, míg mások – sajnos jóval kevesebben – a legváltozatosabb formában igyekeztek segíteni honfitársaikon. Az üldözöttek reakciói is számtalan megrendítő, egyéni döntést tárnak elénk a bemutatott forrásokon keresztül. Számukra azonban még az sem adatott meg, hogy jó és rossz között válasszanak. Üldözőik nem hagytak számukra valós alternatívákat.
Válasz-út elé került önmagával vagy egy másik ember sorsával, helyzetével kapcsolatban zsidó és nem zsidó magyar vagy német polgár, közszereplő és hatósági személy egyaránt. A történetek elrendezése lehetővé teszi, hogy a látogató akár véletlenszerűen kiválasztott dokumentumok elolvasásával is betekintést nyerhessen a döntéshelyzetek mélységéről és sokféleségéről.
Kiállításunk fénykép és forrásanyagának bázisát levéltári kutatásaink adják, melyeket tematikusan rendeztünk külön tablókra. A bemutatott választási lehetőségek dokumentumait egy, a paneleken áthúzódó, lefelé tartó sötét sáv köti össze, rajta a vonatkozó történelmi háttér rövid összefoglalásával. Mindez az idővel egyre súlyosbodó események szimbolikus jele is.
A kiállítással fel szeretnénk hívni a figyelmet a személyes felelősség minden korban érvényes meghatározó szerepére, hogy a látogatóban e személyes döntéseken át megfogalmazódhasson a kapcsolat múlt és jelen között és ez úton aktív állampolgárságra ösztönözze őt a saját mindennapjaiban.
Az egyes megnyitókon részt vesznek a város magasabb rangú képviselői, iskolák, hitközségek és lehetőség szerint túlélők, akikkel a látogatóknak lehetőségük nyílik beszélgetni. A vándorkiállításokhoz alapítványunk helyi érdeklődőkből diák-tárlatvezetőket képez. A tablók minden városban helytörténeti tablóval egészülnek ki, melyet alapítványunkkal való konzultáció mellett a helyi diákok készítenek el.
Embernek maradni
„Aki megment egy életet, egy egész világot ment meg” mondja a Talmud. A fenti idézetet a holokauszt alatt a zsidók megmentéséért tevékenykedő nem zsidók tetteinek nagyszerűségét alátámasztandó szokták leírni. Ők a Világ Igazai, akik mentő tevékenységet folytattak, tanúságot tettek arról, hogy a „szeresd embertársadat, mert olyan, mint te” etikai parancsolat mindenkire érvényes. Tették mindezt egy olyan időben, amikor a törvény, az állam, a többség vagy akár mondhatjuk úgy a trend, a divat a zsidók üldözését, megbélyegzését, kirekesztését, elűzését és meggyilkolását diktálta.
A mentőket mindenképpen hősöknek tekinthetjük. Hősök a tetteik miatt, de abban a tekintetben is, hogy a Világ Igazai nem csupán a nácikat, hanem saját családi hátterüket, neveltetésüket, iskoláztatásukat, gondolkozásmódjukat, érzéseiket, egyszóval önmagukat is legyőzték annak érdekében, hogy segítsenek az üldözött és halálra ítélt zsidókon. Jóval kevesebben voltak az elkövetőknél vagy a közömbös szemlélőknél, de pontosan emiatt még sokkal jelentősebb az, amit tettek.
Kiállításunk azoknak a diplomatáknak, hatósági személyeknek, egyháziaknak és magánembereknek állít emléket, akik életük kockáztatásával igyekeztek segíteni az üldözötteken. Tetteikkel nem csupán az üldözötteket, hanem az európai kultúrát és az emberbe vetett bizalmat is megmentették.
5 roll up-ból álló vándorkiállításunknak ajánljuk iskolai keretek között egy 45-60 perces, az Embermentőkről szóló foglalkozással együtt, illetve iskolai kereteket kívül is: Művelődési Házaknak, Önkormányzatoknak ajánljuk holokauszt emléknapra, mártír megemlékezésre vagy egyéb alkalomból.

## Tolerancia foglalkozás
A Tolerancia méter Az Élet Menete Alapítvány játékos formájú (de komoly tartalmú) oktató gépe. A T-métert mindenkinek ajánljuk, aki kíváncsi a világra, vagy aki nem tudja, mennyire kíváncsi a világra. Olyanoknak javasoljuk kipróbálni, akik szívesen néznek szembe kihívásokkal, szívesen néznének virtuális tükörbe, s szeretik az új megoldásokat.
A T-méter célja, hogy egy pillanatra megálljunk, és elgondolkozzunk azon, hogyan állunk hozzá a különböző emberekhez, a világhoz. Ha válaszolsz a T-méter kérdéseire, közelebb kerülhetsz a mindennapi élet különböző helyzeteiben hozott döntéseid mozgatórugóihoz!
A T-méter kérdéseinek megválaszolása kb 5-6 percet vesz igénybe. A válaszadás önkéntes és anonim. A kérdések összeállítására Alapítványunk neves társadalomtudósokat kért fel.

## Bővebben aMarch of the Livingprogramról

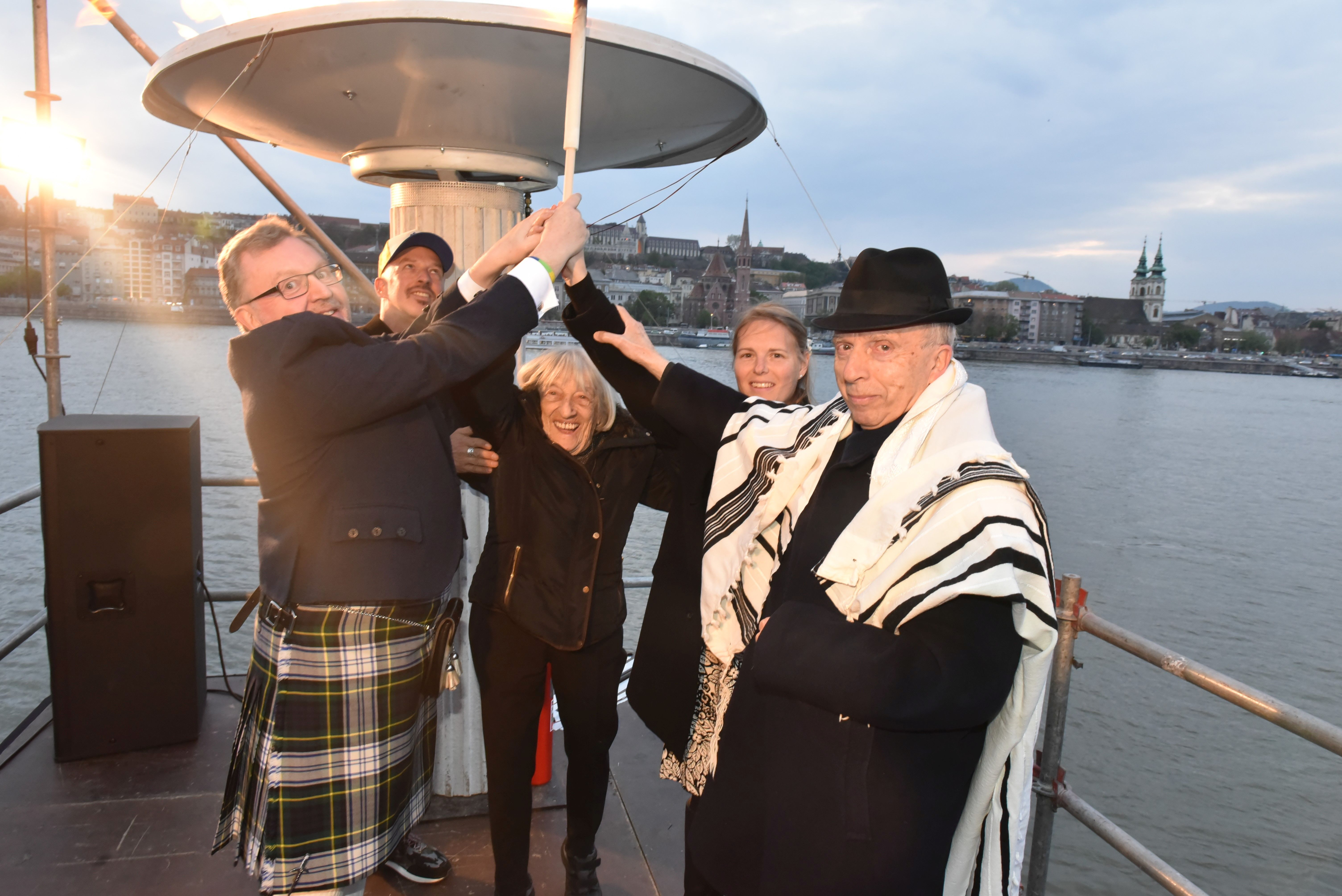
Az Élet menete fáklyás felvonulás 2019. április 14-én Budapesten. Középen Keleti Ágnes olimpiai bajnok tornász, jobbra Kardos Péter főrabbi

Az Élet Menete (angolul March of the Living, héberül Micád Háhájim) nemzetközi oktatási program, amelynek keretében a holokauszt emléknapján (héberül Jom HáSoá) a világ minden részéről, több, mint ötven országból utaznak fiatalok Lengyelországba, hogy együtt vonuljanak Auschwitztól Birkenauig a legnagyobb haláltábor komplexumban, amely a második világháború idején épült és működött. Auschwitz és Birkenau között 3 km a távolság. A két tábor között vonuló kék kabátos embertömeg hosszú folyóra hasonlít. A Tóra szerint a folyó az idő szimbóluma: az időé, amely nem moshatja el az emléket. Az Élet menete üzenete az, hogy emlékezni és emlékeztetni azért kell, hogy soha többé ne történhessen meg egy ilyen, vagy ehhez hasonló szörnyűség. Azon a helyen, ahol megpróbálták elpusztítani a zsidóságot, minden évben összegyűlnek, hogy hitet tegyenek a kirekesztés mentes jövő mellett.
A magyarországi alapítvány legnagyobb eseménye a budapesti Élet Menete rendezvény, amit 2002 óta tartanak hazánkban. A tömeges felvonulást az 1944-ben kezdődő magyarországi zsidóság gettókba telepítésének emlékére rendezik. A felvonulásokon zsidókra, romákra, homoszexualitásukért üldözöttekre, ellenállókra és azokra is emlékeznek, akik bátran mentették az üldözötteket. A minden évben megtartott Menet mellett koncertekkel, ismeretterjesztő filmekkel, beszélgetésekkel, sokszínű képzésekkel, játékokkal és konferenciákkal késztet belátásra, józan gondolkodásra Az Élet Menete Alapítvány.
A szervezet hitvallása, és egyben küldetése is, hogy meg kell ismertetni a fiatalokkal, idősebbekkel a történelmi tényeket és összefüggéseket, hogy senkit ne vezethessenek félre hamis, hátsó szándékú, kirekesztő és embereket a származásuk alapján elítélő elméletekkel. Az Élet Menete Alapítvány felekezeti, nemzetiségi hovatartozásra való tekintet nélkül fogad mindenkit, aki kíváncsi; aki tenni akar a diszkrimináció ellen.
A 2008. évi megemlékezés a Dohány utcai zsinagóga előtti téren kezdődött, ahonnan fáklyákkal vonultak végig a „Cipők a Duna-parton” szoborkompozícióhoz.
Az esemény ötlete az első Orbán-kormány idején vetődött fel, amikor 2000 januárjában Pokorni Zoltán akkori oktatási miniszter tett az emlékező fáklyás felvonulásra javaslatot, amit az Országgyűlés még abban az évben el is fogadott.